# NGC 3541
NGC 3541 في الفهرس العام الجديد، هي مجرة، تقع في كوكبة الباطية. اكتشفت في 7 فبراير 1878 بواسطة فيلهلم تمبل.

## روابط خارجية
- NGC 3541 على موقع ويكي سكاي: DSS2, SDSS, GALEX, IRAS, Hydrogen α, X-Ray, Astrophoto, Sky Map, Articles and images